# Eubazus longicaudis
Eubazus longicaudis is een insect dat behoort tot de familie van de schildwespen (Braconidae) uit de orde vliesvleugeligen (Hymenoptera). De wetenschappelijke naam van de soort werd, als Brachistes longicaudis, voor het eerst geldig gepubliceerd door Ratzeburg in 1844. De naam is een later homoniem van Eubazus longicauda (Curtis, 1832) (gepubliceerd als Zele longicauda).